# Lista chorążych reprezentacji Kambodży na igrzyskach olimpijskich
Lista chorążych reprezentacji Kambodży na igrzyskach olimpijskich – lista osób, które podczas ceremonii otwarcia nowożytnych igrzysk olimpijskich nosiły flagę Kambodży.

## Lista chorążych
| Lp. | Rok i miejsce       | Chorąży              | Dyscyplina    |
| --- | ------------------- | -------------------- | ------------- |
| 1   | Sztokholm 1956      | b.d.                 | b.d.          |
| 2   | Tokio 1964          | b.d.                 | b.d.          |
| 3   | Monachium 1972      | Chaing Cheng         | b.d.          |
| 4   | Atlanta 1996        | To Rithya            | Lekkoatletyka |
| 5   | Sydney 2000         | To Rithya            | Lekkoatletyka |
| 6   | Ateny 2004          | Hem Kiry             | pływanie      |
| 7   | Pekin 2008          | Hem Bunting          | Lekkoatletyka |
| 8   | Londyn 2012         | Sorn Davin           | Taekwondo     |
| 9   | Rio de Janeiro 2016 | Sorn Seavmey         | Taekwondo     |
| 10  | 2020, Tokio         | Kheun Bunpichmorakat | Strzelectwo   |
| 10  | 2020, Tokio         | Pen Sokong           | Lekkoatletyka |